# Tropo de los pirrónicos
La palabra tropo proviene del griego τρέπω (trepō), que significa cambiar, alterar.
En lógica se llamaba tropos de los pirrónicos a los argumentos dados por los filósofos escépticos en contra de la posibilidad de obtener conocimientos ciertos.
Fueron ordenados por Enesidemo en el siglo I a. C. y se reducen a la contradicción, el relativismo de los sentidos y el dialelo (o círculo vicioso).
Agripa en el siglo I, seguidor de la corriente escéptica, definió los "cinco caminos (o tropos) hacia la duda".
- Datos: Q511345